# Italie-Nouvelle-Zélande en rugby à XV
Cet article retrace les confrontations entre l'équipe d'Italie de rugby à XV et l'équipe de Nouvelle-Zélande de rugby à XV. Les deux équipes se sont affrontées à seize reprises dont six fois en Coupe du monde. Les All Blacks ont toujours remporté les rencontres.

## Historique

### Premier match accroché (1976)
Si les deux équipes sénior doivent attendre 1987 pour leur première rencontre, l'Italie avait déjà joué un test match contre l'équipe néo-zélandaise "A" (en) en 1979. Ce match remporté par les kiwis, ayant « marqué l'histoire » du rugby italien, est aussi celui avec la plus petite marge entre les deux nations (4 points).
A noter que si ce match est considéré comme une rencontre  officielle par la fédération italienne ce n'est pas le cas pour les néo-zélandais, dont le groupe venait pourtant de joueur deux test matchs contre l'Ecosse et l'Angleterre, ce qui provoque une certaine controverse. En effet, sur les 16 néo-zélandais qui entrent en jeux, 13 sont ou seront des All Blacks dans les années à venir, dont certains sont déjà des cadres de l'équipe, comme Andy Haden, Andy Dalton ou Stu Wilson.

### Rencontres officielles et domination All Black (depuis 1987)
En 1987, le premier match officiel entre l'Italie et la Nouvelle-Zélande se trouve aussi être le premier de la Coupe du monde 1987 et donc le premier de l'histoire des Coupes du monde de rugby à XV. Gagnée 70-6 par les All Blacks, cette partie entraîne d'ailleurs un nouveau record international en termes de points marqués par une équipe.
Sur l'ensemble des rencontres qui suivent, les All Blacks dominent outrageusement leurs adversaire, même si l'Italie tiens la dragée haute à son adversaire à quelque reprise, notamment en 2009.
Sur la fin de leur tournée d'été 2009 (en) (respectivement contre la France et l'Australie), la Nouvelle-Zélande à domicile est accrochée 27-6 par l'Italie. Plus tard la même année, les All Blacks battent à nouveau l'Italie 20-6, cette fois à Milan, dans un match pourtant équilibré, où les italiens dominent notamment le secteur de la mêlée, avec des joueurs comme Castrogiovanni.

## Confrontations

### Confrontations officielles
| No | Date              | Lieu                                         | Match                     | Score   | Compétition              |
| -- | ----------------- | -------------------------------------------- | ------------------------- | ------- | ------------------------ |
| 1  | 22 mai 1987       | Eden Park, Auckland — Nouvelle-Zélande       | Nouvelle-Zélande – Italie | 70 – 6  | Coupe du monde (poule C) |
| 2  | 13 octobre 1991   | Welford Road Stadium, Leicester — Angleterre | Nouvelle-Zélande – Italie | 31 – 21 | Coupe du monde (poule A) |
| 3  | 28 octobre 1995   | Bologne — Italie                             | Italie – Nouvelle-Zélande | 6 – 70  | Test match               |
| 4  | 14 octobre 1999   | Huddersfield — Angleterre                    | Nouvelle-Zélande – Italie | 101 – 3 | Coupe du monde (poule B) |
| 5  | 25 novembre 2000  | Gênes — Italie                               | Italie – Nouvelle-Zélande | 19 – 56 | Test match               |
| 6  | 8 juin 2002       | Hamilton — Nouvelle-Zélande                  | Nouvelle-Zélande – Italie | 64 – 10 | Test match               |
| 7  | 11 octobre 2003   | Telstra Dome, Melbourne — Australie          | Nouvelle-Zélande – Italie | 70 – 7  | Coupe du monde (poule D) |
| 8  | 13 novembre 2004  | Rome — Italie                                | Italie – Nouvelle-Zélande | 10 – 59 | Test match               |
| 9  | 8 septembre 2007  | Stade Vélodrome, Marseille — France          | Nouvelle-Zélande – Italie | 76 – 14 | Coupe du monde (poule C) |
| 10 | 27 juin 2009      | Christchurch — Nouvelle-Zélande              | Nouvelle-Zélande – Italie | 27 – 6  | Test match               |
| 11 | 14 novembre 2009  | Milan — Italie                               | Italie – Nouvelle-Zélande | 6 – 20  | Test match               |
| 12 | 17 novembre 2012  | Stade olympique, Rome — Italie               | Italie – Nouvelle-Zélande | 10 – 42 | Test match               |
| 13 | 12 novembre 2016  | Stade olympique, Rome — Italie               | Italie – Nouvelle-Zélande | 10 – 68 | Test match               |
| 14 | 24 novembre 2018  | Stade olympique, Rome — Italie               | Italie – Nouvelle-Zélande | 3 – 66  | Test match               |
| —  | 12 octobre 2019   | Stade de Toyota, Toyota — Japon              | Nouvelle-Zélande – Italie | 0 – 0   | Coupe du monde (poule B) |
| 15 | 6 novembre 2021   | Stade olympique, Rome — Italie               | Italie – Nouvelle-Zélande | 9 – 47  | Test match               |
| 16 | 29 septembre 2023 | Parc OL, Décines-Charpieu — France           | Nouvelle-Zélande – Italie | 96 – 17 | Coupe du monde (poule A) |
| 17 | 23 novembre 2024  | Juventus Stadium, Turin — Italie             | Italie – Nouvelle-Zélande | 11 – 29 | Test match               |

### Confrontations non-officielles
| No | Date             | Lieu                                    | Match                        | Score   | Compétition |
| -- | ---------------- | --------------------------------------- | ---------------------------- | ------- | ----------- |
| 1  | 28 novembre 1979 | Stade Mario-Battaglini, Rovigo — Italie | Italie – Nouvelle-Zélande XV | 12 – 18 | Test match  |